# Фернандес Абарискета, Айтор
Айтор Фернандес Абарискета (исп. Aitor Fernández Abarisketa; 3 мая 1991, Мондрагон, Испания) — испанский футболист, вратарь клуба «Осасуна».

## Клубная карьера
2 июля 2022 года Фернандес подписал контракт на три года с «Осасуной».